# Рајсвил (Тенеси)
Рајсвил (енгл. Riceville) насељено је место без административног статуса у америчкој савезној држави Тенеси.

## Демографија
По попису из 2010. године број становника је 670.
| Група             | 2000.    | 2010.       |
| Белци             | 0 (0,0%) | 621 (92,7%) |
| Афроамериканци    | 0 (0,0%) | 17 (2,5%)   |
| Азијати           | 0 (0,0%) | 9 (1,3%)    |
| Хиспаноамериканци | 0 (0,0%) | 11 (1,6%)   |
| Укупно            | 0        | 670         |